# Murubindi (periodiskt vattendrag i Cankuzo)
Murubindi är ett periodiskt vattendrag i Burundi.   Det ligger i provinsen Cankuzo, i den centrala delen av landet, 120 km öster om huvudstaden Bujumbura.
I omgivningarna runt Murubindi växer huvudsakligen savannskog. Runt Murubindi är det ganska tätbefolkat, med 108 invånare per kvadratkilometer.